# Хидролошка пиратерија
Дужина сваке реке, по правилу, постаје све већа, јер се она својим извориштем усеца постепено у развође. Тако се догађа да река регресивном ерозијом пробије развође, уђе у долину суседне реке и прихвати њене воде. Ова појава је позната под именом пиратерија.

## Карактеристике
У току ерозивног процеса, може доћи до повећања или смањивања слива, у зависности од померања развођа. Померање и снижавање развођа најјаче је изнад изворишних кракова главне реке. Развође се не снижава свуда подједнако, већ највише на правцу изворишних кракова. Услед тога на развођу се јављају специфични облици: превоји, преседлине (дубоки превоји) и повије (јаче снижени и широки превоји). Ако повија повезује две веће долине, она се зове удолина.

## Типови хидролошких пиратерија
У зависности од тога како река-пират прилази другој реци, разликују се три типа пиратерија: бочна, чеона и контактна.
1. Бочна пиратерија је најчешћа, настаје кад неки изворишни крак пробије развође, зађе у долину чији је уздужни профил знатно виши од профила реке пирата и под приближно правим углом пресече ту реку. Такав пример пружа пиратерија Подбалканске реке.
2. Чеона пиратерија је мањих размера, а карактеристична је за планинске пределе. У овом случају изворишни крак једне реке, пошто пробије развође, зађе у суседни слив и скрене неку мању притоку.
3. Контактна пиратерија је могућа само у доњим токовима река (у равничарским пределима). Њен узрочник није регресивна, већ бочна ерозија. Овај тип пиратерије могућ је у случају кад две приближно паралелне реке сузе и снизе заједничко развође, подсецањем развођа у процесу бочне ерозије, као и денудацијом. Контактне пиратерије честе су у пространим алувијалним равницама, где се због малог пада јављају паралелна корита главне реке и њених притока. У таквим условима може се десити да главна река потече коритом притоке или обратно. Примера има доста: Колубара и Тамнава, Морава и Ресавчина, Морава и Језава, Азањска фосилна долина и др. Та скретања нису дугог века и не могу се сматрати правим пиратеријама.

Азањска фосилна долина је сува, фосилна долина реке Пракубршнице настала низводно од места извршене контактне пиратерије. Током плиоцена, у данашњем сливу Јасенице постојала су два речна система: Пракубршнице и Јасенице. Долине ових система јако су се приближавале једна другој југозападно од Смедеревске Паланке. Снижавањем заједничког развођа између њих стекли су се услови за скретање Пракубршнице у Јасеницу. Тако је формирана Азањска фосилна долина. 

## Хидролошка пиратерија у Србији
У Србији су познате пиратерије Ибра и Блаташнице. Ибар је у вирму пробио развође код Дрена и прихватио горњи ток Ибра. О томе сведоче инверсне терасе у долини Ибра узводно од Дрена са релативним висинама преко 30 m. Ову пиратерију је први уочио и проучио Јован Цвијић. Неке пиратерије су извршене недавно. Лева притока Дрине, Јагодња, улива се сада код села Брањевине, а пре пиратерије према Рогачици. У некадашњем доњем току Јагодње, који је остао без воде, запажају се трагови места где су некада биле воденице.

## Хидролошка пиратерија у свету
Река Лукуга, отока језера Тангањике (Африка), пробила је ниско развође и почела да одводњава језеро тек 1878. године. Када је на језеру ниско водостање, онда се отицање Лукугом прекида. Пре пиратерије Лукуге ниво језера Тангањике био је око 10 m виши него што је сада.

## Значај
Веома је значајна због промене количине воде у рекама: код прве је она повећана, а код друге смањена. С тим у вези настају многе промене у животу оба тока, пре свега у режиму наноса и даљој изградњи њихових уздужних профила.